# 대한민국 형사소송법 제150조
대한민국 형사소송법 제146조는 증언거부사유의 소명에 대한 형사소송법의 조문이다.

## 조문
제150조(증언거부사유의 소명) 증언을 거부하는 자는 거부사유를 소명하여야 한다.

## 해설

### 형사소송법상 소명사유
1. 증언거부사유의 소명(150조)
2. 상소권회복사유의 소명(제346조)
3. 국선변호인 선정청구 (규칙 제17조의2)
4. 증인신문청구사유의 소명(제221조의2)
5. 증거보전청구사유의 소명(제184조)
6. 기피신청사유의 소명(제19조)

## 참고 문헌
- 손동권 신이철, 새로운 형사소송법(초판, 2013), 세창, 2013. ISBN 9788984114081